# 第50回ベルリン国際映画祭
第50回ベルリン国際映画祭は2000年2月9日から20日まで開催された。

## 概要
第50回目の節目となった2000年のベルリン国際映画祭は、メイン会場がポツダム広場のベルリナーレ・パレスとなった。コンペティション部門には22本の長編映画と11本の短編映画が出品され、ポール・トーマス・アンダーソン監督の群像劇『マグノリア』が金熊賞を受賞した。また、市川崑監督にベルリナーレ・カメラが授与された。

## 受賞
- 金熊賞：『マグノリア』(ポール・トーマス・アンダーソン)
- 銀熊賞
  - 審査員グランプリ：『初恋のきた道』 (チャン・イーモウ)
  - 監督賞：ミロシュ・フォアマン (『マン・オン・ザ・ムーン』)
  - 男優賞：デンゼル・ワシントン (『ザ・ハリケーン』)
  - 女優賞：ナディヤ・ウール、ビビアナ・ベグラウ (『Die Stille nach dem Schuß』)
  - 芸術貢献賞：『Paradiso - Sieben Tage mit sieben Frauen』の出演者に対して
  - 審査員賞：ヴィム・ヴェンダース（『ミリオンダラー・ホテル』）

## 上映作品

### コンペティション部門
長編映画のみ記載。アルファベット順。邦題がついていない場合は原題の下に英題。
| 題名 原題                                                                        | 監督                           | 製作国                         |
| -------------------------------------------------------------------------------- | ------------------------------ | ------------------------------ |
| エニイ・ギブン・サンデー Any Given Sunday                                        | オリヴァー・ストーン           | アメリカ合衆国                 |
| Die Stille nach dem Schuß (The Legends of Rita)                                  | フォルカー・シュレンドルフ     | ドイツ                         |
| 独立少年合唱団                                                                   | 緒方明                         | 日本                           |
| 海へ還る日 El Mar                                                                | アグスティ・ビリャロンガ       | スペイン                       |
| 焼け石に水 Gouttes d'eau sur pierres brûlantes                                   | フランソワ・オゾン             | フランス                       |
| 魔女たちの部屋 La chambre des magiciennes                                        | クロード・ミレール             | フランス                       |
| Love Me                                                                          | レティシア・マッソン           | フランス                       |
| マグノリア Magnolia                                                              | ポール・トーマス・アンダーソン | アメリカ合衆国                 |
| マン・オン・ザ・ムーン Man on the Moon                                           | ミロシュ・フォアマン           | アメリカ合衆国 イギリス ドイツ |
| 五月の雲 Mayis Sikintisi                                                         | ヌリ・ビルゲ・ジェイラン       | トルコ                         |
| Nebeska Udica (Sky Hook)                                                         | リュピサ・サマンジック         | ユーゴスラビア イタリア        |
| Paradiso - Sieben Tage mit sieben Frauen (Paradiso: Seven Days with Seven Women) | ルドルフ・トーメ               | ドイツ                         |
| Prime luci dell' alba (First Light of Dawn)                                      | ルーチョ・ガウディーノ         | イタリア                       |
| Russkij bunt (The Captain's Daughter)                                            | アレクサンドル・プロシュキン   | ロシア フランス                |
| Signs And Wonders                                                                | ジョナサン・ノシター           | フランス                       |
| ザ・ビーチ The Beach                                                             | ダニー・ボイル                 | アメリカ合衆国 イギリス        |
| ザ・ハリケーン The Hurricane                                                     | ノーマン・ジュイソン           | アメリカ合衆国                 |
| ミリオンダラー・ホテル The Million Dollar Hotel                                  | ヴィム・ヴェンダース           | ドイツ イギリス アメリカ合衆国 |
| リプリー The Talented Mr. Ripley                                                 | アンソニー・ミンゲラ           | アメリカ合衆国                 |
| 初恋のきた道 我的父親母親                                                        | チャン・イーモウ               | 中国                           |
| 異邦人たち 有時跳舞                                                              | スタンリー・クワン             | 香港 日本 中国                 |

### コンペティション外
- アメリカン・サイコ – メアリー・ハロン (アメリカ)
- 愛のボサノバ – ブルーノ・バレット (ブラジル)
- NO FUTURE A SEX PISTOLS FILM – ジュリアン・テンプル (イギリス)
- 恋の骨折り損 – ケネス・ブラナー (イギリス・アメリカ)
- スリー・キングス – デヴィッド・O・ラッセル (アメリカ)

## 日本映画
コンペティション部門に出品された緒方明の『独立少年合唱団』がアルフレッド・バウアー賞を受賞した。
パノラマ部門で東陽一の『ボクの、おじさん THE CROSSING』、原田眞人の『金融腐蝕列島〔呪縛〕』、フォーラム部門で水戸ひねきの『ホームシック』、犬童一心の『金髪の草原』、SABUの『MONDAY』、中江裕司の『ナビィの恋』、平野勝之の『白 THE WHITE』、槌橋雅博の『TRUTHS: A STREAM』などが上映された。

## 審査員
- コン・リー (中国/女優)
- アンジェイ・ワイダ (ポーランド/監督)
- ウォルター・サレス (ブラジル/監督)
- マリサ・パレデス (スペイン/女優)
- マリア・シュラーダー (ドイツ/女優・監督)
- ジャン＝ルイ・ピエール (フランス/プロデューサー)
- ペーター・W・ヤンセン (ドイツ/批評家)
- Lissy Bellaiche (デンマーク/デンマーク映画研究所)
- ジャン・ルフェーヴル (カナダ/テレフィルム・カナダ)